# 莲花塘乡
莲花塘乡，是中华人民共和国云南省文山壮族苗族自治州西畴县下辖的一个乡镇级行政单位。

## 行政区划
莲花塘乡下辖以下地区：
莲花塘村、小锡板村、大锡板村、和平村、香坪山村、革岔村、界牌村、戛机村、芦差冲村和红石岩村。